# Ville de Monash
La Ville de Monash (City of Monash) est une zone d'administration locale de l'agglomération de Melbourne au sud-est du centre-ville de Melbourne au Victoria en Australie.

## Liste des quartiers de l'arrondissement
- Ashwood
- Chadstone
- Clayton
- Glen Waverley (siège du conseil)
- Hughesdale
- Huntingdale
- Mount Waverley
- Mulgrave
- Notting Hill
- Oakleigh
- Oakleigh East
- Oakleigh South
- Wheelers Hill
- Burwood